# Actinopus fernandezi
Espèce
Actinopus fernandezi est une espèce d'araignées mygalomorphes de la famille des Actinopodidae.

## Distribution
Cette espèce est endémique d'Uruguay. Elle se rencontre vers le Río Arapey dans le département de Salto.

## Description
Le mâle holotype mesure 7,90 mm.

## Étymologie
Cette espèce est nommée en l'honneur d'Alejandro Fernández Velázques.

## Publication originale
- Ríos-Tamayo, 2019 : Four new species of Actinopus (Mygalomorphae: Actinopodidae) from Uruguay. Zootaxa, no 4624(4), p. 523-538.